# John Agar
John George Agar, Jr. (31. ledna 1921, Chicago, USA – 7. dubna 2002, Burbank, USA) byl americký herec.
V šesti filmech spolupracoval s Johnem Waynem: Fort Apache, Sands of Iwo Jima, Big Jake, Chisum, The Undefeated a She Wore a Yellow Ribbon.

## Životopis
Agarovi rodiče pocházeli ze sociálně slabých poměrů. John měl ještě čtyři sourozence. Vystudoval akademii Lake Forest v Chicagu. Po ukončení jeho studií a po smrti otce se rodina přestěhovala do Los Angeles.
V roce 1942 vstoupil Agar jako seržant do leteckých sborů, a bojoval v armádě USA za II. světové války. V armádě zůstal i po válce.

## Osobní život
Jeho první manželkou byla v letech 1945–1950 herečka Shirley Temple, měli spolu dceru Lindu Susan.